# Diamesa gregsoni
Diamesa gregsoni är en tvåvingeart som beskrevs av Edwards 1933. Diamesa gregsoni ingår i släktet Diamesa och familjen fjädermyggor. Det är osäkert om arten förekommer i Sverige. Inga underarter finns listade i Catalogue of Life.